# Tomoaki Sano
Tomoaki Sano (佐野 友昭?, Sano Tomoaki; Prefettura di Shizuoka, 14 aprile 1968) è un ex calciatore giapponese, di ruolo portiere.